# Altocumulus stratiformis
Altocumulus stratiformis este o varietate de nor altocumulus, cea mai comună specie de acest gen. Ei tind să formeze straturi largi de aglomerări individuale, asemănătoare celulelor, adesea separate unele de altele, deși uneori se pot coagula într-un nor individual mai mare. Uneori au o întindere verticală mai mică de 500 m. Datorită dinamicii lor de formare, sunt frecvent asociate cu sosirea iminentă a precipitațiilor.

## Formare
Prezența norilor stratiformis în nivelurile medii ale atmosferei indică o anumită instabilitate la acel nivel; căderile de presiune atmosferică, adesea asociate cu sisteme de joasă presiune din apropiere, pot coborî altitudinea norii stratiformis în atmosfera inferioară, evoluând adesea în nori nimbostratus, care precipită. Norii altocumulus stratiformis se pot forma și atunci când se apropie un front rece, datorită diferenței dintre masele de aer.